# Nagy hokkó
A nagy hokkó vagy púpos hokkó (Crax rubra) a madarak osztályának tyúkalakúak (Galliformes) rendjébe és a hokkófélék (Cracidae) családjába tartozó faj.

## Előfordulása
Mexikó, Belize, Costa Rica, Guatemala, Honduras, Nicaragua, Panama, Salvador, Kolumbia és Ecuador területén honos. A természetes élőhelye szubtrópusi vagy trópusi éghajlati övben található száraz erdők, síkvidéki- és hegyi esőerdők, valamint erősen leromlott egykori erdők és ültetvények.  

## Alfajai
- Crax rubra rubra
- Crax rubra griscomi– kizárólag a Cozumel-szigeten fordul elő, Mexikó karib-tengeri partvidékén a Yucatán-félsziget közelében

## Megjelenése
Testhossza 92 centiméter. A nemek között jelentős eltérés van, a hím tollazata fekete és búbja van, míg a tojó tollazata barna. A hím búbja élénksárga. Dallamosnak éppen nem nevezhető, mély bu-bu-bu kiáltása messzire elhalatszik.
|  |  |  |

## Életmódja
Ez a karcsú, erdőlakó madár ideje nagy részét a talajon tölti: lehullott termések és magok után kutat, amelyeket erős csőrével szed fel. De az éjszakát a fákon tölti, veszély esetén is oda menekül, és növényi anyagokból lévő fészkét is az ágak között készíti el. Amikor veszélyt érez inkább elfut, de nem emelkedik a levegőbe.

## Szaporodása
A tojó 2 tojást rak.

## Külső hivatkozások
- Képek az interneten a fajról
- Internet Bird Collection - videók a fajról
- Xeno-canto.org - a faj hangja és elterjedési területe[halott link]

## Fordítás
- Ez a szócikk részben vagy egészben  a   Louis-Joseph de France című francia Wikipédia-szócikk ezen változatának fordításán alapul.  Az eredeti cikk szerkesztőit annak laptörténete sorolja fel. Ez a jelzés csupán a megfogalmazás eredetét és a szerzői jogokat jelzi, nem szolgál a cikkben szereplő információk forrásmegjelöléseként.